# Pontone (Scala)
 Pontone è una frazione o contrada del comune di Scala, in provincia di Salerno.

## Geografia fisica

### Territorio
- Classificazione sismica: zona 3 (sismicità bassa), Ordinanza PCM. 3274 del 20/03/2003.

Pontone dista 0,85 chilometri dalla casa comunale di Scala, la città di cui fa parte. Il paese è situato sul passo che divide il Monte Aureo, ultimo colle prima del mare, ed il massiccio dei Monti di Scala, e si estende verso di essi prima sul promontorio di Punta Grande, dal cui nome deriva il toponimo Pontone tramite il dialetto "Puntone", e poi sul più alto Promontorio di Sant'Eustachio. In particolare, si ritiene che "Punta Grande" stia ad indicare la forma "a rostro di nave" del promontorio.
I promontori hanno un andamento nord-sud, scendendo scoscesamente nei valloni del fiume Canneto (Amalfi) ad ovest, e del fiume  Dragone segnato (Atrani, Ravello) ad est. Il territorio della contrada copre a sud la cima e le pareti comprese del Monte Aureo fino al mare, sovrasta i centri cittadini di Amalfi a sudovest e di Atrani ad est, arriva ad ovest fino al limite della Valle delle Ferriere, riserva naturale nel comune di Scala, e confina a nord con la soprastante frazione di Minuta. Tutti questi confini sono percorsi dall'antica cinta muraria della cittadella di Pontone.

A parte un nucleo centrale fitto di abitazioni, molte di esse sono immerse tra i giardini terrazzati, per poi sparpagliarsi a gruppi lungo le mura (le antiche Case-Torri) ed immergersi infine nei bosco. Sebbene servita da una strada rotabile, il suolo scosceso impone alle sue vie una singolare struttura: ai brevi tratti pianeggianti, succedono gradoni e scalinate.

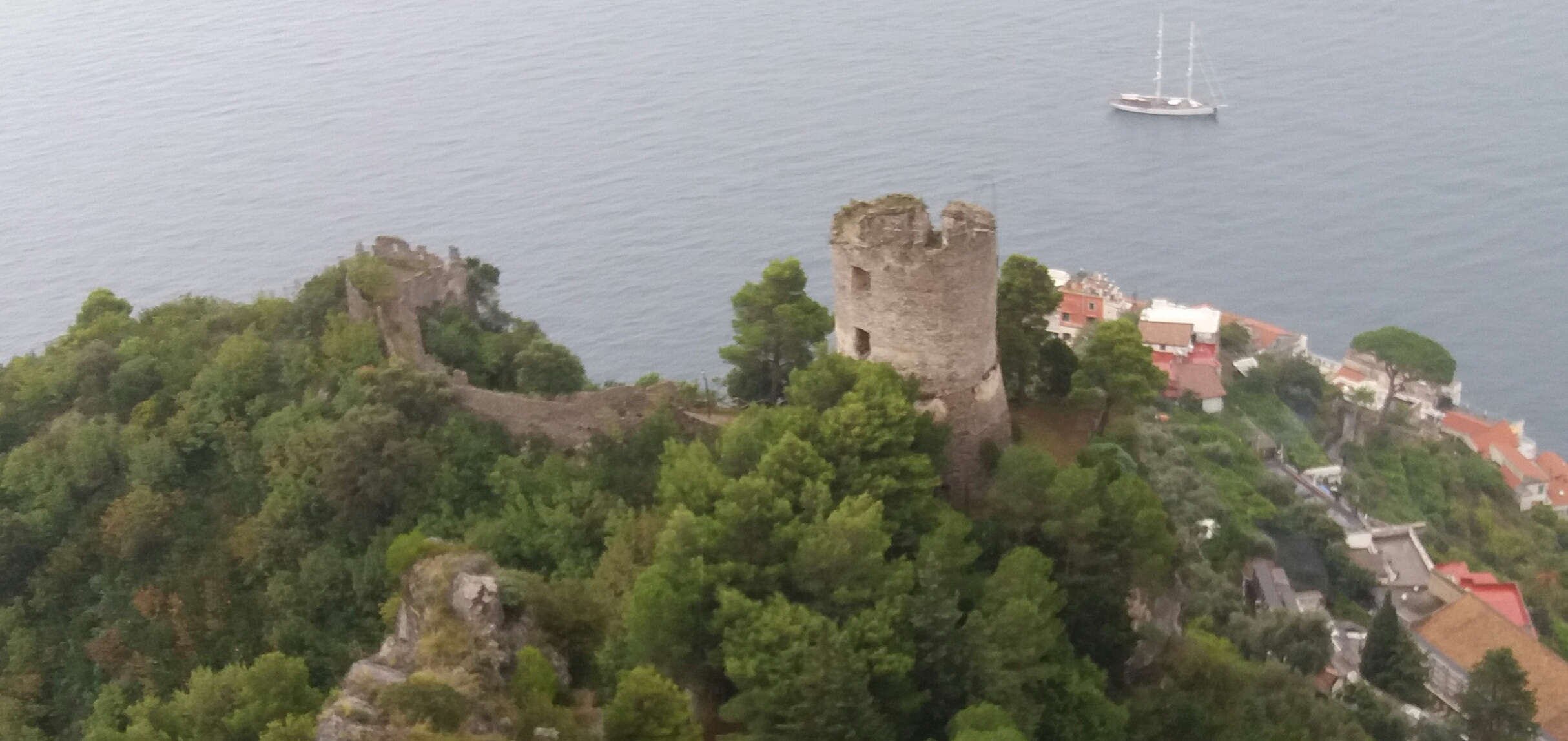
La torre Ziro che si affaccia su Pontone, fotografata da un monte limitrofo.

### Clima
La stazione meteorologica più vicina è quella di Amalfi. In base alla media trentennale di riferimento 1961-1990, la temperatura media del mese più freddo, gennaio, si attesta a +10,7 °C; quella del mese più caldo, agosto, è di +26,8 °C.
Le precipitazioni medie annue superano i 1.700 mm, distribuite mediamente in 96 giorni, e presentano un minimo estivo, un picco in autunno-inverno ed un massimo secondario in primavera.

## Storia
Conosciuto anche con il toponimo "Scalella", Pontone è stato il primo nucleo cittadino della costiera amalfitana nel medioevo. Fin dall'Alto Medioevo, esso ha costituito una tappa importante per la popolazione della costiera amalfitana, in quanto collegava Scala ai vicini paesi di Amalfi e Atrani situati lungo la costa e li sovrastava; infatti, il borgo rivestì importanza per tutto il Medioevo come cittadella fortificata a controllo delle valli sottostanti.
Le prime fortificazioni risalgono all'epoca bizantina, erano (come d'uso tra i Bizantini) costituite da case-torri.
In seguito, con la progressiva crescita economica della Repubblica Amalfitana prima, e del Ducato di Amalfi poi, Pontone si distinse come luogo di residenza ideale per clero e nobiltà locali.
Le residenze patrizie si concentravano nella parte settentrionale, sul promontorio di Sant'Eustachio, e molte di esse tuttora esistono e sono abitate: ci sono Palazzo Verone, Palazzo d'Afflitto, Palazzo Spina-Campanile e il Palazzo Vescovile antico (prima unico palazzo e poi palazzo invernale per i vescovi di Scala). Nella parte centrale avevano sede corporazioni artigiane, come quella dell'Arte della Lana. Nella parte meridionale, sul Monte Aureo, il Castello di Scalelle era un'importante struttura militare e fu spesso la residenza della famiglia ducale.
Con il decadimento economico della Costiera, la nobiltà pian piano lasciò la cittadella; tuttavia Pontone rimase ed è tuttora la zona più popolata della città di Scala.
Nel periodo fascista, quando Scala fu smembrata, Pontone con Minuta e la Valle delle Ferriere andò sotto l'amministrazione comunale di Amalfi; tornò nel comune di Scala nel dopoguerra.

Il terremoto del 1980 non provocò danni, ma le scosse furono comunque percepite.

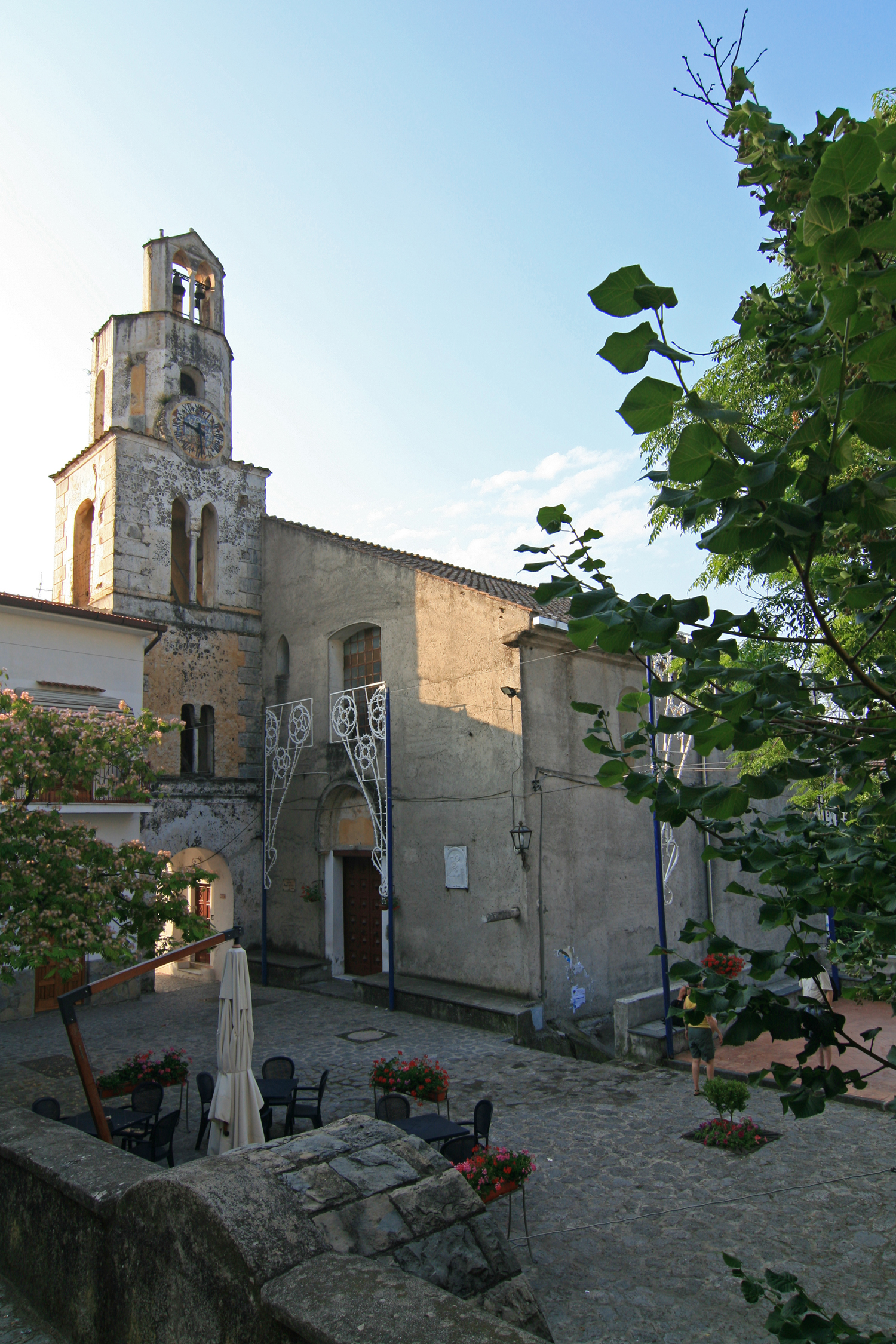
Facciata della chiesa di San Giovanni Battista vista di giorno.

## Monumenti e luoghi d'interesse

### Architetture religiose
Molte sono le chiese che rimangono dell'opulenta cittadella di Pontone, mentre nessuno dei monasteri che la circondavano è sopravvissuto. Tra le varie, le principali sono:
- La basilica di Sant'Eustachio è il simbolo di quella che fu la più importante e potente delle famiglie patrizie. Comparabile in grandezza con la prima e con la seconda delle cattedrali cittadine, tuttavia proprietà privata, la basilica fu fondata nel 1187 la famiglia d'Afflitto sulla punta del promontorio cui dà nome. Per la posizione strategica, essa non solo domina la cittadella, bensì mostra l'opulenza delle sue absidi a tutta Amalfi, ad Atrani e alle navi mercantili che venivano dal mare. Oggi rimangono solo i muri esterni, absidi comprese, della basilica.
- La chiesa di Santa Maria del Carmine, ha l'aspetto di una chiesa della Controriforma; unico caso in costiera è preceduta da un protiro.
- Sulla piazza principale sorge la chiesa di San Giovanni Battista che, fondata nel XII secolo, fu più volte rimaneggiata nei secoli a venire. In origine doveva avere un impianto bizantino con tanto di Pergula. Vanta ancora il "diritto d'asilo", concretizzato in una colonna che "spunta" dalla facciata.
- La chiesa di San Filippo Neri, fondata nell'XI secolo, fu la prima parrocchia della Contrada. Nel 1600 fu restaurata e cambiò titolo da san Matteo a Filippo Neri. Nella sacrestia della chiesa si conserva un crocifisso in stucco del XIII secolo[9].
- La famiglia d'Afflitto fondò anche la Chiesa di Santa Stefania che, dopo essere decaduta come parrocchia, fu usata come cimitero, oggi dismesso. Annessa vi era una cappella dedicata a San Michele arcangelo.

### Architetture civili
Sul monte Aureo sorgono i resti del Castello di Scalelle, di cui fa parte la Torre dello Ziro, nato come castello difensivo e poi usato anche come palazzo ducale e come carcere. È uno dei più caratteristici monumenti del paesaggio del costiera amalfitana ed è famosa per essere stata il luogo di residenza/prigionia e poi probabilmente di morte della duchessa Giovanna d'Aragona.
Lungo le strade si può osservare il sistema di canalizzazione delle acque, che già nel Medioevo portava l'acqua in tutte le case.

## Società

### Religione
La maggioranza della popolazione è di religione cristiana di rito cattolico appartenenti all'arcidiocesi di Amalfi-Cava de' Tirreni.

## Economia
Le produzioni proprie della contrada sono principalmente limoni, uva ed olive; in passato anche di legna. Nel Medioevo era molto fiorente l'arte della lana, la cui corporazione aveva sede nella chiesa di San Giovanni.
Per il settore terziario, nel Medioevo la presenza di molte famiglie nobili e del castello di Scalelle resero la contrada un centro finanziario, che decadde insieme al decadimento dei commerci amalfitani. Attualmente, invece, la contrada è interessata dallo sviluppo turistico.

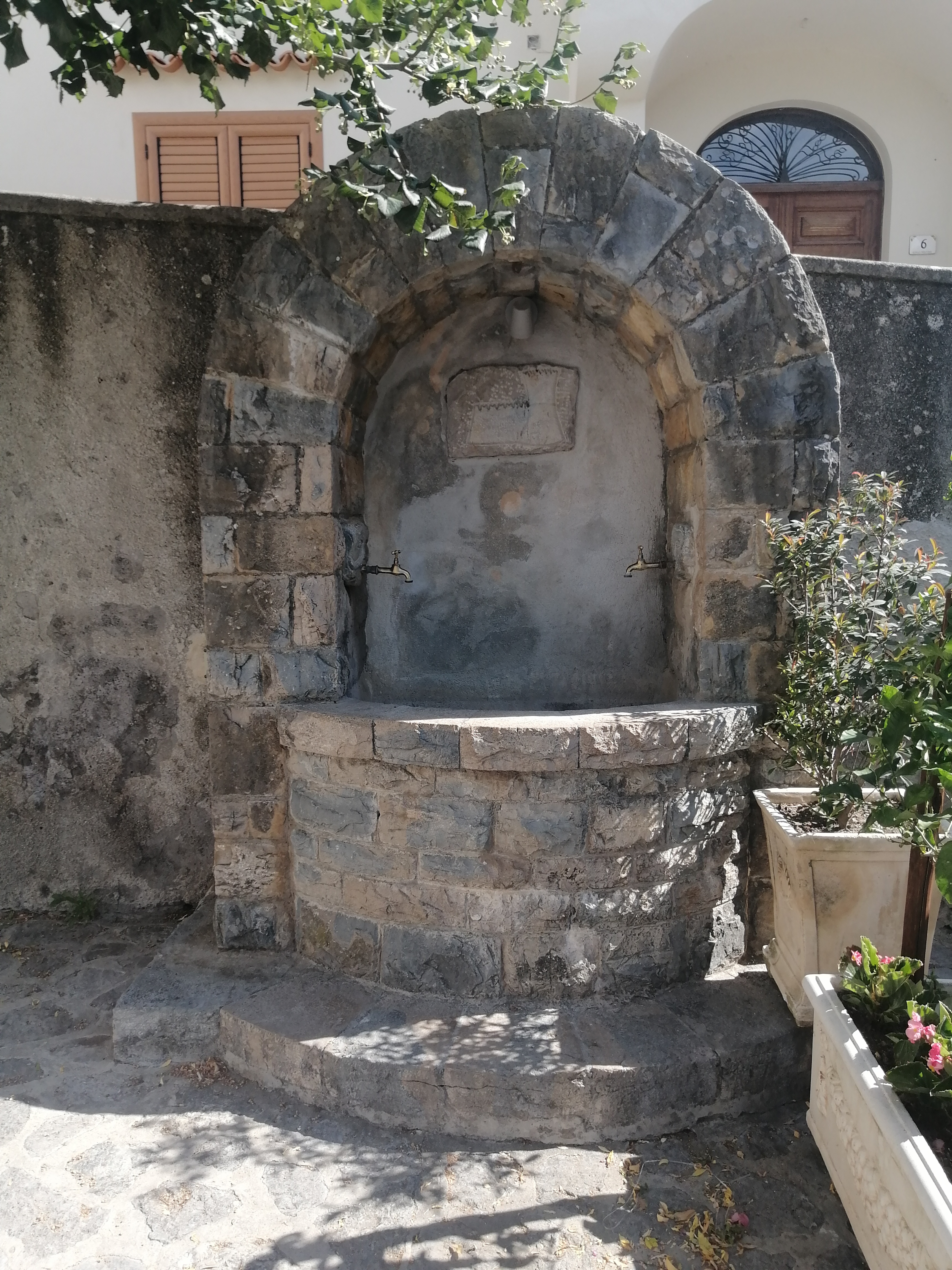
Antico pozzo situato nella piazza centrale della cittadina.

## Cultura
Nel 2010, per la manifestazione Scala incontra New York, viene girato il cortometraggio "Il Processo Spina", ispirato alla vicenda di Filippo Spina, mercante originario del borgo di Pontone, che nel 1285 venne processato per aver organizzato una truffa a danno dei suoi colleghi lanaioli..
Nel 2014, la scrittrice inglese Irene Allen ambienta nel villaggio di Pontone il suo libro The Tower (la Torre), è il primo libro della serie Demons Dwell. Nel 2014, Pontone, insieme a Minuta (altra frazione di Scala), è stata scelta come location del film di Alessandro Siani Si accettano miracoli (uscito nel 2015). La troupe ha girato nel borgo nel mese di maggio 2014.